# Obaidul Quader
Obaidul Quader (bengalese: ওবায়দুল কাদের) (Distretto di Noakhali, 31 dicembre 1950) è un politico bangladese.
È stato Ministro dei Trasporti Stradali e dei Ponti dal dicembre 2011 e membro del parlamento rappresenta il collegio elettorale Noakhali-5 dal gennaio 2009. È anche consigliere per i media per la Lega Popolare Bangladese conduce regolarmente conferenze stampa per loro conto. Dal 1996 al 2001 è stato Ministro di Stato per la Gioventù e lo Sport.

## Biografia

### Vita e formazione
Nel villaggio di Bara Rajapur, nell'attuale Companiganj Upazila di Noakhali, Mosharrof Hussain e Begum Fazilatunnesa (morta nel 2018), Obaidul Quader è nato il 1 gennaio 1952. Ha tre fratelli e sei sorelle, di cui uno è Abdul Kader Mirza, che è il sindaco in carica del comune di Basurhat a Companiganj, Noakhali. Ha completato la sua iscrizione alla Basurhat AHC Government High School e HSC da Noakhali Government College. Ha ottenuto una laurea in scienze politiche dall'Università di Dacca.

### Carriera politica

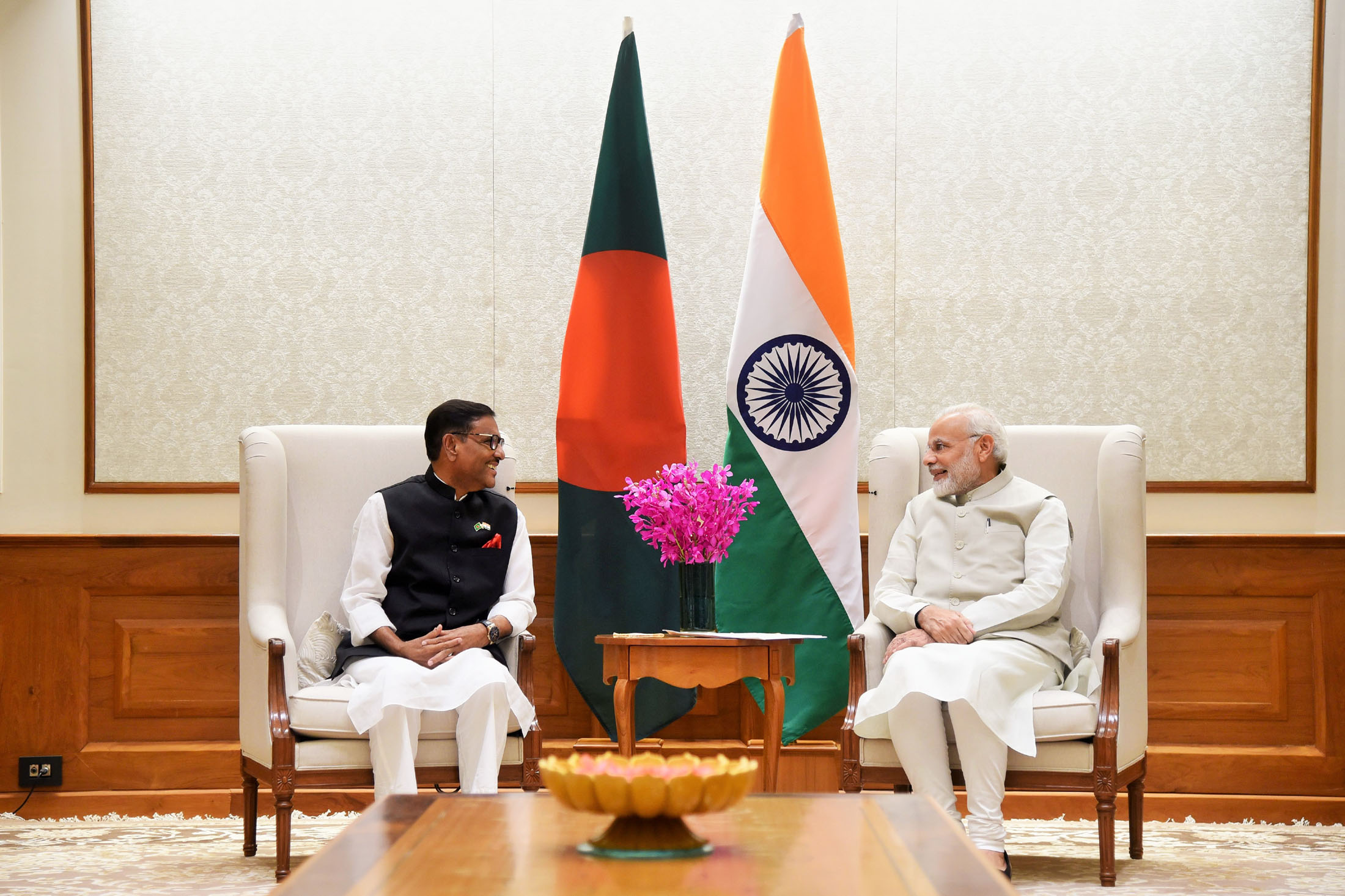
Quader con il primo ministro indiano Narendra Modi a Delhi nell'aprile 2018.

Quader è stato politicamente coinvolto fin dalla sua vita universitaria. Ha svolto un ruolo attivo nel movimento dei sei punti nel 1966. Inoltre, ha partecipato alla rivolta di massa e al movimento degli undici punti nel 1969. Come comandante delle forze Companigonj Thana Mujib, ha partecipato alla guerra di liberazione del Bangladesh. Quader fu incarcerato per due anni e mezzo dopo il 1975. È stato eletto presidente del comitato centrale della Bangladesh Chhatra League mentre era in prigione e lo ha fatto per due mandati consecutivi. Ha lavorato a lungo come vicedirettore del quotidiano Daily Banglar Bani.
Nelle elezioni parlamentari del 12 giugno 1996, Quader è stato eletto membro del parlamento per il collegio elettorale Noakhali-5. Dal 23 giugno 1996 al 15 luglio 2001 è stato Ministero della Gioventù e dello Sport . Dal 26 dicembre 2002 al 26 luglio 2009 è stato primo consigliere segretario generale della Bangladesh Awami League. Il governo provvisorio del Bangladesh lo ha arrestato il 9 marzo 2007. È stato incarcerato per 17 mesi e 26 giorni prima di essere rilasciato su cauzione il 5 settembre 2008.
Il 5 dicembre 2011 Quader è stato nominato Ministro delle Comunicazioni. È stato eletto per la terza volta nella decima elezione parlamentare il 5 gennaio 2014 per la circoscrizione Noakhali-5. Nell'ottobre 2016, durante il 20° consiglio del partito, è stato nominato segretario generale dell'Awami League. Quader ha continuato an essere il segretario generale del 22° consiglio nazionale della Awami League per il terzo mandato consecutivo.

### Accusa di corruzione
Il 9 marzo 2007, Obaidul Quader e sua moglie sono stati arrestati dalle forze dell'ordine con l'accusa di corruzione. Sono stati accusati di aver accumulato ricchezza illegalmente e di averla nascosta nei registri dei redditi. La Commissione anticorruzione del Bangladesh lo ha anche accusato di fornire false fonti di reddito.
Nel 2019, Netra News ha rivelato che Obaidul Quader possiede una collezione di dozzine di orologi costosi a decine di migliaia di dollari. Egli possiede orologi da polso di marchi come Rolex, Ulysse Nardin e Louis Vuitton. Secondo l'informatore, in cambio di favori indebiti, Obaidul riceve orologi dagli appaltatori dei megaprogetti. In seguito, Obaidul Quader ha ammesso di possedere gli orologi da polso costosi citati nel rapporto ai media, dicendo che gli erano stati donati dai sostenitori e dai leader della Awami League. Nell'aprile 2023, ha rivelato in un'intervista con Voice of America di aver ricevuto regali costosi da sostenitori del partito e di avere una ricca collezione di orologi da polso. Ma la dichiarazione di aver ricevuto regali costosi suggerisce che Obaidul Quader abbia violato le regole Toshakhana (manutenzione e amministrazione) del 1974. La sezione 4 (b) delle regole menziona che i ministri possono accettare solo regali fino a 30.000 taka bengalesi (equivalenti a 300 USD) senza consegnare loro il tesoro del governo. Il capitolo di Transparency International Bangladesh ha sollevato dubbi sulla sua acquisizione di costosi orologi da polso.

### Vita privata
Quader sposò Isratunnese Quader.

## Pubblicazioni
Quader è autore dei seguenti libri:
- Bangladesh: una rivoluzione tradita (1976)
- Hridoy Hote del Bangladesh
- Il pakistano Karagare Bangabandhu
- Ei Bijoyer Mukut Kothai
- Adolescente Somudrer Deshe
- Meghe Meghe Onek Bela
- Rochona Somogrò
- Karagare Lekha Onusmriti : Je Kotha Bola Hoyni
- Colonna Nirbachito
- Gangchil [15]